# Белецкий, Александр Иванович
Алекса́ндр Ива́нович Беле́цкий (2 ноября 1884, Ферма-2, Воскресенская волость, Казанский уезд, Казанская губерния, Российская империя — 2 августа 1961, Киев) — украинский и советский литературовед, академик АН УССР (1939) и АН СССР (1958), заслуженный деятель науки УССР.

## Биография
Родился в Казанской с/х школе близ деревни Борисково Воскресенской волости, Казанского уезда, Казанской губернии; из семьи агронома-педагога (по матери — украинец). Окончил Императорский Харьковский университет.
В 1922 году предлагался к высылке из Советской России с такой характеристикой:
Крупный и активный черносотенец, для дела преподавания опасен и вреден. Разлагающе действует на студенчество. Опасен также в религиозном отношении. Имеет связь с князьями церкви.

### Этапы научной деятельности
- 1911 — публикует работу по истории западноевропейской литературы: «Легенда о Фаусте в связи с историей демонологии», 1911—12.
- 1923 — работа по теории литературы: «В мастерской художника слова» (в книге «Вопросы теории и психологии творчества», т. 8).
- 1939 — академик АН УССР
- 1941 — во время Великой Отечественной войны в эвакуации в Томске.
- 1946 — член-корреспондент АН СССР по Отделению литературы и языка с 4 декабря.
- 1954 — главный редактор «Истории украинской литературы» (т. 1—2, 1954—57)
- 1957 — публикует статью «Украинское литературоведение за сорок лет (1917—1957 гг.)».
- 1958 — академик АН СССР по Отделению литературы и языка (русская и украинская литературы) с 20 июня.

## Научный вклад
Основные труды по истории русской, украинской, античной литературы. Долгое время был директором Института литературы имени Шевченко в Киеве. За трудовую деятельность награждён 5 орденами, а также медалями.

## Награды
- Орден Трудового Красного Знамени (23 января 1948)
- Орден Трудового Красного Знамени (2 октября 1944) — за выдающиеся заслуги в области развития советской науки, культуры и техники, за воспитание высококвалифицированных кадров научных работников, в связи с 25-летием со основания Академии Наук УССР
- Медали

## Семья
Дети:
- Белецкий, Андрей Александрович, учёный-филолог.
- Белецкий, Платон Александрович, учёный-литературовед.

## «Докладная записка о воскресении Христовом»
В № 11 за 1993 г. газеты «Русский Вестник»  была опубликована статья «Воскресение Христово видевше…», приписанная А. И. Белецкому. Документ представлен как докладная записка, якобы поданная Белецким незадолго до смерти в ЦК Компартии Украины в ответ на просьбу прорецензировать материалы официальной советской атеистической пропаганды. В «Докладной записке…» содержатся, наряду с полемикой с авторами антирелигиозных книг и брошюр, сенсационные указания на ряд якобы древних источников, содержащих свидетельства очевидцев воскресения Иисуса Христа. Документ, приписываемый Белецкому, получил впоследствии достаточно широкое распространение в православных изданиях (см., например, , ), которые неоднократно публиковали его с апологетической целью.
Несмотря на то, что А. И. Белецкий не скрывал своих религиозных убеждений (так, в 1920-е годы он был церковным старостой в одном из храмов Харькова ), текст «Записки…» не выдерживает, однако, никакой критики.
В пользу подложности документа говорят:
1. Неизвестность цитируемых автором источников сенсационных свидетельств о воскресении Христа (ни один из них нигде не опубликован, на них не ссылается ни один специалист по источниковедению Нового Завета и истории раннего христианства).
2. Общий стиль аргументации, совершенно немыслимый для маститого учёного-филолога (записка не содержит ни одной ссылки на источники).
3. Неуместная, мягко говоря, в контексте данного документа политическая окрашенность: записка, якобы поданная в ЦК КПУ как экспертная, содержит ряд грубых антисемитских выпадов в отношении оппонентов (зачем Белецкому так глупо подставлять себя под удар?).
4. Несоответствие свидетельств «Записки…» повествованию канонических Евангелий, которые автор якобы защищает от критики (по свидетельствам «от Белецкого» выходит, что у гроба Христа в момент воскресения стояла целая толпа любопытствующих зевак).
5. Лингвистические нестыковки: почему у евреев эпохи Христа имена, похожие на имена на идиш: Миферкант (по другой версии — Маферкант), Ферман?
6. Литературно-филологические нестыковки: слова, приписываемые «сирийцу Эйшу», стилистически наиболее характерны для американских проповедников .
Все это не позволяет считать «Записку Белецкого» принадлежащей Белецкому, а её содержание — достоверным.
Вопрос об авторе «Записки Белецкого» и обстоятельствах его появления на свет остаётся открытым. Известно только, что документ ходил (под именем Белецкого) в самиздате ещё в 1960-70-е гг. как реакция на необъективность и интеллектуальную нечестность советской антирелигиозной пропаганды.

## Основные работы
Книги
- Старинный театр в России. М., 1923;
- Карл Маркс, Фридрих Энгельс и история литературы, М., 1934;
- Хрестоматія давньої української літератури (Доба феодалізму), 2 изд., К., 1952;
- «Українське літературознавство за сорок років (1917—1957)» (1957)
- Україньска лiтература серед iнших слов’яньских лiтератур. К., 1958;
- Тарас Шевченко: введение в изучение поэта. М., 1959 (2-е изд. 1964; 3-е изд. М. 1989; в соавт. с А. И. Дейчем);
- Від давнини до сучасності. 3бірник праць з питань украінськоі літератури, т. 1—2, К., 1960;
- Избранные труды по теории литературы, М., 1964;
- Вибрані праці, т. 1—5, К., 1965—66;
- В мастерской художника слова. М., 1989;
- Литературно-критические статьи. К., 1990.

Статьи
- «Легенда о Фаусте в связи с историей демонологии» (1911—1912);
- В мастерской художника слова // Вопросы теории и психологии творчества, т. 8, Х., 1923;
- Очередные вопросы изучения русского романтизма // Русский романтизм / под ред. А. И. Белецкого, Л., 1927.